# Si ti tisti
Si ti tisti je prvi studijski album zasedbe Vudlenderji.
Izdan je bil septembra 2021.

## Seznam pesmi
Vse pesmi je napisal in uglasbil Tomaž Hostnik.
| Št.             | Naslov           | Dolžina |
| --------------- | ---------------- | ------- |
| 1.              | „Intro‟          | 2:28    |
| 2.              | „Si ti tisti‟    | 3:36    |
| 3.              | „Ognjena sled‟   | 3:40    |
| 4.              | „Nikoli še tako‟ | 3:20    |
| 5.              | „Jutro‟          | 3:41    |
| 6.              | „Večer‟          | 3:33    |
| 7.              | „Kravata‟        | 2:58    |
| 8.              | „Poletje‟        | 4:07    |
| 9.              | „Kam bi šla‟     | 3:08    |
| 10.             | „Epilog‟         | 4:00    |
| Skupna dolžina: | Skupna dolžina:  | 34:35   |

## Sodelujoči
- Tomaž Hostnik – glasba, besedila, klaviature, spremljevalni vokal
- Maša But – glavni vokal, flavta
- Matic Plemenitaš – kitare, spremljevalni vokal
- Žiga Vešligaj – saksofon, tolkala, spremljevalni vokal
- Jaka Krušič – bas kitara, kontrabas, spremljevalni vokal
- Gregor Hrovat – bobni, tolkala, spremljevalni vokal
- Aljoša Jurkošek – trobenta
- Ernest Rajh – pozavna
- Saša Jagodič – spremljevalni vokal
- Vudlenderji – aranžmaji

### Produkcija
- Matic Plemenitaš
- Tadej Mihelič
- Lea in Robi Valenti – fotografije in oblikovanje